# Pandemie

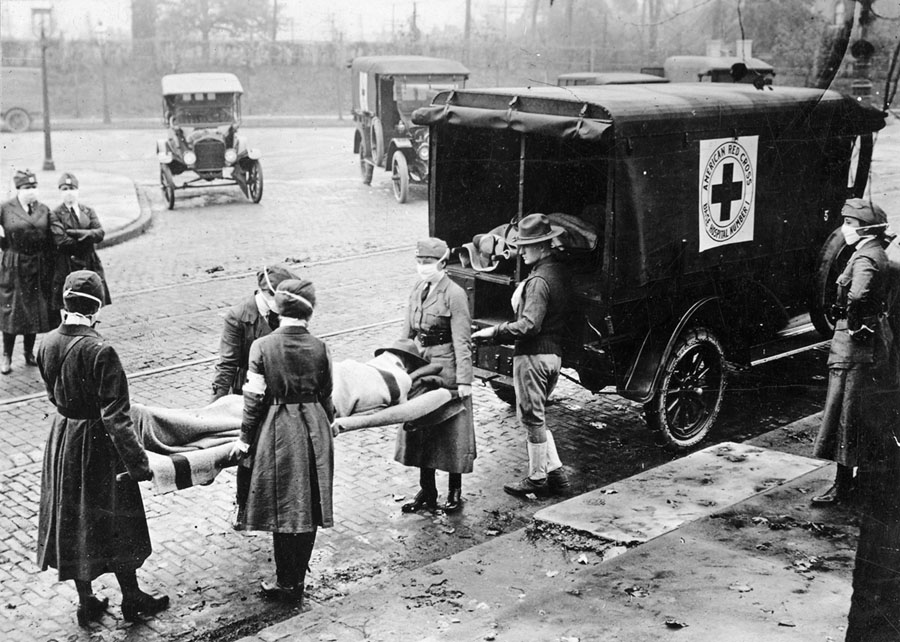
Pandemia de gripă „gripa spaniolă” 1918–20 a dus la o mortalitate dramatică la nivel mondial.

Pandemia (gr. πᾶν pan "tot" + δῆμος demos "popor") este o epidemie care se extinde pe un teritoriu foarte mare, într-o țară, în mai multe țări sau continente. În decursul istoriei omenirii multe boli infecțioase au provocat pandemii, unele cu consecințe devastatoare: ciuma, variola, tifosul, holera, febra galbenă, tuberculoza, gripa, coronavirusul. O boală endemică răspândită care este stabilă în ceea ce privește câți oameni se îmbolnăvesc de ea nu este o pandemie. Mai mult, în general, pandemiile de gripă exclud recurențele gripei sezoniere. De-a lungul istoriei, au existat o serie de pandemii de boli precum variola și tuberculoză. Una dintre cele mai devastatoare pandemii a fost Moartea Neagră, care a ucis aproximativ 75-200 milioane de oameni în secolul al XIV-lea. Actualele pandemii sunt HIV/SIDA și boala coronavirusului 2019 (COVID-19). Unele dintre cele mai severe pandemii din trecut includ pandemia gripală din 1918 (gripa spaniolă) și pandemia gripei din 2009 (H1N1).

## Definiție și etape

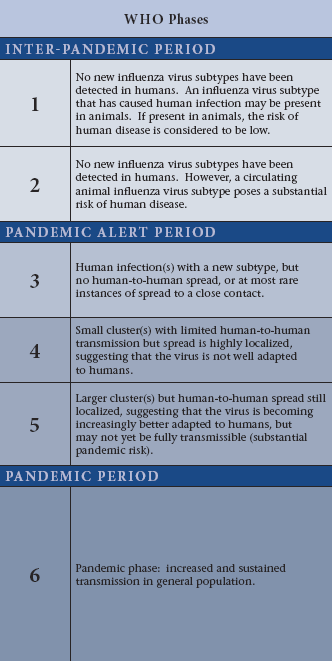
Organizația Mondială a Sănătății, faze de alertă pandemică împotriva gripei, OMS nu folosește vechiul sistem din 6 etape

O pandemie este o epidemie care apare la o scară care trece granițele internaționale, afectând de obicei un număr mare de oameni. Pandemiile pot apărea, de asemenea, în organisme agricole importante (animale, plante de cultură, pește, specii de arbori) sau în alte organisme, care trebuie să fie și infecțioasă. De exemplu, cancerul este responsabil pentru multe decese, dar nu este considerat o pandemie, deoarece boala nu este infecțioasă sau contagioasă.
Organizația Mondială a Sănătății (OMS) a aplicat anterior o clasificare în șase etape care descrie procesul prin care un nou virus de gripă se mută de la primele câteva infecții la om la o pandemie. Aceasta începe cu virusul care infectează în mare parte animale, cu câteva cazuri în care animalele infectează oamenii, apoi trece prin etapa în care virusul începe să se răspândească direct între oameni și se termină cu o pandemie când infecțiile din noul virus s-au răspândit în întreaga lume. În februarie 2020, OMS a lămurit că „nu există o categorie oficială (pentru o pandemie) ... Din motive de clarificare, OMS nu folosește vechiul sistem din 6 faze - care a variat de la faza 1 (nu există rapoarte despre gripa animală provocând infecții umane) până la faza 6 (o pandemie) - cu care unii oameni ar putea fi familiarizați cu H1N1 în 2009.”
Într-o conferință de presă virtuală din mai 2009 privind pandemia de gripă, dr. Keiji Fukuda, director general adjunct interimar pentru securitatea și sănătate, OMS a declarat că „O modalitate ușoară de a gândi pandemia ... înseamnă că o pandemie este un focar global. Apoi, s-ar putea să vă întrebați: „Ce este un focar global?” „Un focar global înseamnă că vedem atât răspândirea agentului ... și apoi vedem activități de boală pe lângă răspândirea virusului.”
În planificarea unei eventuale pandemii de gripă, OMS a publicat un document privind ghidul de pregătire a pandemiei în 1999, revizuit în 2005 și în februarie 2009, care definește fazele și acțiunile adecvate pentru fiecare fază într-un memoriu de ajutor intitulată OMS descrieri ale fazelor pandemice și acțiuni principale pe faze. Revizuirea din 2009, incluzând definițiile unei pandemii și fazele care au dus la declararea acesteia, au fost finalizate în februarie 2009. Virusul pandemic H1N1 2009 nu a fost la orizont la acea vreme și nici menționat în document. Toate versiunile acestui document se referă la gripă. Fazele sunt definite prin răspândirea bolii; virulență și mortalitatea nu sunt menționate în definiția OMS actuală, deși anterior au fost incluși acești factori.

## Pandemii actuale

### HIV/SIDA

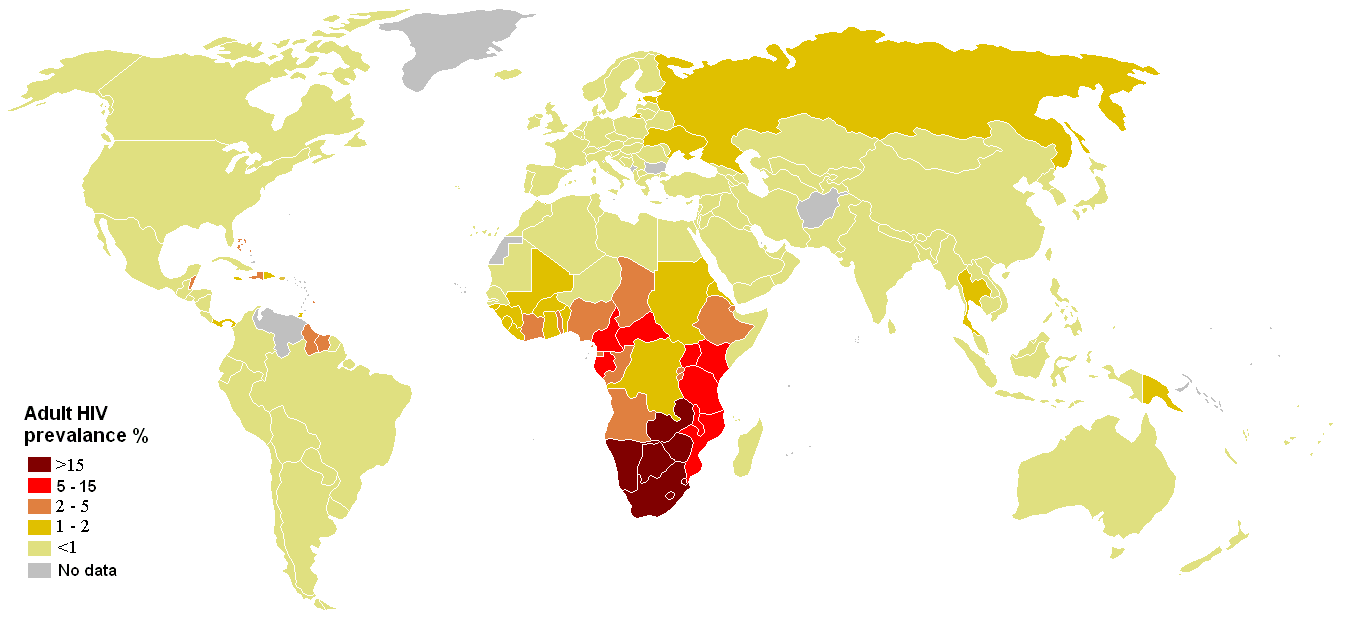
Prevalența estimată a HIV/SIDA în rândul adulților tineri (15-49) pe țară începând cu 2008

HIV are originea în Africa și s-a răspândit în Statele Unite prin Haiti între 1966 și 1972. SIDA este în prezent o pandemie, cu rate de infecție de până la 25% în sudul și estul Africii. În 2006, rata prevalenței HIV în rândul femeilor însărcinate din Africa de Sud a fost de 29%. Educația eficientă cu privire la practicile sexuale mai sigure și pregătirea pentru prevenirea infecțiilor transmise de sânge au contribuit la încetinirea ratelor de infecție în mai multe țări africane care sponsorizează programele naționale de educație.

### Coronavirus 2019 (boala COVID-19)

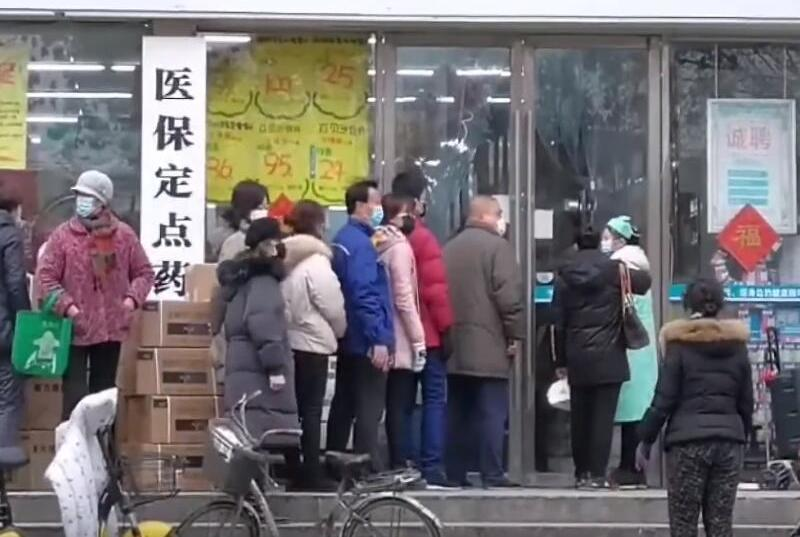
Oameni care fac coadă în afara unei farmacii din Wuhan pentru a cumpăra măști de față și consumabile medicale

Un nou coronavirus a fost identificat pentru prima dată în Wuhan, Hubei, China, la începutul lunii ianuarie 2020, ca făcând să apară un grup de cazuri de boală respiratorie acută, denumită acum boala coronavirus 2019 (COVID-19), care fusese identificată în decembrie 2019. Peste 100 de țări și teritorii au fost afectate, cu focare majore în China centrală, Italia, Coreea de Sud și Iran. La 11 martie 2020, Organizația Mondială a Sănătății a caracterizat coronavirusul ca o pandemie.